# Ischnoglossa elegantula
Ischnoglossa elegantula är en skalbaggsart som först beskrevs av Mannerheim 1830.  Ischnoglossa elegantula ingår i släktet Ischnoglossa, och familjen kortvingar. Arten är reproducerande i Sverige.